# Лілі Коул
Лілі Коул (англ. Lily Cole; нар. 19 травня 1988) — англійська модель, кіноакторка, підприємиця й захисниця довкілля.
У 2007 році Лілі Коул займала 83 місце в списку найбагатших молодих людей Британії. Її прибуток у 2007 році становив майже 14 мільйонів доларів.

## Кар'єра
Стала моделлю завдяки випадковій зустрічі в лондонському районі Сохо з Бенжаміном Гартом, британським актором і ведучим шоу про моду на BBC. Він заохотив 14-річну Коул спробувати себе в модельному бізнесі. Вона підписала контракт з агентством Storm Models.
Першим успіхом стала фотосесія для італійської версії Vogue з американським фотографом Стівеном Мейзелом. Пізніше Коул неодноразово з'являлася на обкладинках найвідоміших журналів мод: Vogue (США, Італія, Велика Британія, Японія, Республіка Корея), Citizen K, Numéro. У листопаді 2004 на церемонії British Fashion Awards Лілі Коул була названа «Моделлю року».
Брала участь в рекламних кампаніях таких брендів, як Chanel, Christian Lacroix, Hermes, Longchamp, Cacharel, Topshop і Anna Sui косметики, а також представляла парфуми I Love Love By Moschino. Серед дизайнерів, чиї моделі одягу вона демонструвала на подіумі, Chanel, DKNY, Жан-Поль Готьє, Версаче, Александр Макквін, Джон Гальяно, Louis Vuitton і багато інших. 

## Природозахисна діяльність
У 2013 році Коул створила колекцію ювелірних прикрас, щоб допомогти збереженню тропічних лісів. Аксесуари виготовлені із золотистого металу і дикого каучуку, який видобувають в Бразилії. Створення ринку цієї стійкої гуми є спробою забезпечення фінансового стимулу для збереження тропічних лісів Землі, адже «природний» видобуток каучуку більш витратний, ніж його отримання на спеціальних плантаціях.
В рамках Лондонського тижня моди-2013 Лілі Коул відкрила фешн-шоу від Вів‘єн Вествуд метафоричним танцем, покликаним символізувати важке становище екологічних біженців.

## Фільмографія

### Фільми
| Рік  |    | Українська назва             | Оригінальна назва                    | Роль                       |
| ---- | -- | ---------------------------- | ------------------------------------ | -------------------------- |
| 2007 | ф  | Однокласниці                 | St. Trinian’s                        | Поллі                      |
| 2009 | ф  | Гнів                         | Rage                                 | Лютіс Ліф                  |
| 2009 | ф  | Імаджинаріум доктора Парнаса | The Imaginarium of Doctor Parnassus  | Валентина                  |
| 2009 | ф  | Проходження                  | Passage                              | Таня                       |
| 2011 | ф  | Там мешкають дракони         | There Be Dragons                     | Елайн                      |
| 2011 | ф  | Щоденники метелика           | The Moth Diaries                     | Ернеса                     |
| 2011 | ф  | Сповідь сина віку            | Confession of a Child of the Century | Бріжіт                     |
| 2012 | ф  | Білосніжка та мисливець      | Snow White and the Huntsman          | Грета                      |
| 2013 | ф  | Теорема Зеро                 | The Zero Theorem                     | дівчина у вуличній рекламі |
| 2013 | кф |                              | Red Shoes                            | танцорка                   |
| 2015 | ф  |                              | The Messenger                        | Емма                       |
| 2015 | ф  |                              | Orion                                | The Virgin                 |
| 2015 | ф  |                              | Gravy                                | Мімі                       |
| 2016 | ф  |                              | Absolutely Fabulous: The Movie       | у ролі самої себе          |
| 2017 | ф  | Зоряні війни: Останні джедаї | Star Wars: The Last Jedi             | Лаві                       |
| 2018 | ф  | Лондонські поля              | London Fields                        | Тріш                       |

### Телебачення
| Рік  |   | Українська назва | Оригінальна назва | Роль                                             |
| ---- | - | ---------------- | ----------------- | ------------------------------------------------ |
| 2011 | с | Доктор Хто       | Doctor Who        | сирена (в епізоді «The Curse of the Black Spot») |
| 2017 | с | Єлизавета I      | Elizabeth I       | Єлизавета I (3 епізоди)                          |
| 2018 | с |                  | Upstart Crow      | Ефі (в епізоді «A Crow Christmas Carol»)         |